# Copa Federación de España 2009/10
De Copa Federación de España 2009/10 was de zeventiende editie van de Copa Federación de España, een knock-out competitie voor Spaanse voetbalclubs in de Segunda División B en de Tercera División.
De competitie begon op 1 augustus 2009 en eindigde met de finales op 24 maart en 7 april 2010. CD San Roque won het toernooi.

## Regionale toernooien

### Aragón

#### Kwartfinale
| Team 1    | Tot. | Team 2    | 1e wedstr. | 2e wedstr. |
| --------- | ---- | --------- | ---------- | ---------- |
| Sariñena  | 0–5  | Teruel    | 0–1        | 0–4        |
| Ejea      | 2–0  | La Muela  | 1–0        | 1–0        |
| Utebo     | 2–4  | Barbastro | 0–2        | 2–2        |
| Calatayud | 2–5  | Andorra   | 2–1        | 0–4        |

#### Halve finale
| Team 1    | Tot. | Team 2  | 1e wedstr. | 2e wedstr. |
| --------- | ---- | ------- | ---------- | ---------- |
| Ejea      | 4–0  | Andorra | 1–0        | 3–0        |
| Barbastro | 0–1  | Teruel  | 0–0        | 0–1        |

#### Finale
| Team 1 | Tot. | Team 2 | 1e wedstr. | 2e wedstr. |
| ------ | ---- | ------ | ---------- | ---------- |
| Teruel | 1–2  | Ejea   | 1–1        | 0–1        |

### Asturias

#### Kwalficatietoernooi

##### Groep A
| Team                  | Pld | W | D | L | GF | GA | GD  | Pts |
| --------------------- | --- | - | - | - | -- | -- | --- | --- |
| Club Marino de Luanco | 4   | 4 | 0 | 0 | 14 | 4  | +10 | 12  |
| Candás                | 4   | 2 | 0 | 2 | 7  | 8  | -1  | 6   |
| Avilés                | 4   | 0 | 0 | 4 | 5  | 14 | -9  | 0   |

##### Groep B
| Team    | Pld | W | D | L | GF | GA | GD | Pts |
| ------- | --- | - | - | - | -- | -- | -- | --- |
| Llanes  | 4   | 2 | 1 | 1 | 7  | 9  | -2 | 7   |
| Langreo | 4   | 1 | 2 | 1 | 8  | 4  | +4 | 5   |
| Lealtad | 4   | 0 | 3 | 1 | 5  | 7  | -2 | 3   |

##### Groep C
| Team               | Pld | W | D | L | GF | GA | GD  | Pts |
| ------------------ | --- | - | - | - | -- | -- | --- | --- |
| Caudal             | 4   | 2 | 2 | 0 | 12 | 2  | +10 | 8   |
| Universidad Oviedo | 4   | 1 | 1 | 2 | 7  | 10 | -3  | 4   |
| Gijón Industrial   | 4   | 1 | 1 | 2 | 3  | 10 | -7  | 4   |

##### Groep D
| Team       | Pld | W | D | L | GF | GA | GD | Pts |
| ---------- | --- | - | - | - | -- | -- | -- | --- |
| Cudillero  | 4   | 3 | 0 | 1 | 7  | 4  | +3 | 9   |
| Tuilla     | 4   | 2 | 0 | 2 | 4  | 5  | -1 | 6   |
| Sporting B | 4   | 1 | 0 | 3 | 3  | 5  | -2 | 3   |

#### Halve finale
| Team 1                | Tot. | Team 2    | 1e wedstr. | 2e wedstr. |
| --------------------- | ---- | --------- | ---------- | ---------- |
| Caudal                | 6–2  | Cudillero | 5–1        | 1–1        |
| Club Marino de Luanco | 5–3  | Llanes    | 4–2        | 1–1        |

#### Finale
| Team 1                | Res. | Team 2 |
| --------------------- | ---- | ------ |
| Club Marino de Luanco | 3–2  | Caudal |

### Baleares

#### Halve finale
| Team 1      | Tot. | Team 2            | 1e wedstr. | 2e wedstr. |
| ----------- | ---- | ----------------- | ---------- | ---------- |
| Mallorca B  | 3–0  | Binissalem        | 1–0        | 2–0        |
| Ferriolense | 0–5  | Atlético Baleares | 0–1        | 0–4        |

#### Finale
| Team 1            | Tot. | Team 2     | 1e wedstr. | 2e wedstr. |
| ----------------- | ---- | ---------- | ---------- | ---------- |
| Atlético Baleares | 2–1  | Mallorca B | 1–0        | 1–1        |

### Canarias

#### Eerste Ronde
| Team 1     | Tot. | Team 2     | 1e wedstr. | 2e wedstr. |
| ---------- | ---- | ---------- | ---------- | ---------- |
| Los Llanos | 2–3  | Mensajero  | 1–1        | 1–2        |
| Laguna     | 1–4  | Tenerife B | 1–3        | 0–1        |

#### Halve finale
| Team 1    | Tot. | Team 2     | 1e wedstr. | 2e wedstr. |
| --------- | ---- | ---------- | ---------- | ---------- |
| Mensajero | 2–3  | Tenerife B | 1–1        | 1–2        |

#### Finale
| Team 1        | Tot. | Team 2     | 1e wedstr. | 2e wedstr. |
| ------------- | ---- | ---------- | ---------- | ---------- |
| Fuerteventura | 3–6  | Tenerife B | 3–3        | 0–3        |

### Cantabria

#### Kwartfinale
| Team 1       | Tot.   | Team 2   | 1e wedstr. | 2e wedstr. |
| ------------ | ------ | -------- | ---------- | ---------- |
| Cayón        | 0–1    | Castro   | 0–0        | 0–1        |
| Ribamontán   | 3–6    | Noja     | 3–1        | 0–5        |
| Deva         | 2–2(a) | Laredo   | 1–0        | 1–2        |
| Siete Villas | 0–3    | Racing B | 0–2        | 0–1        |

#### Halve finale
| Team 1 | Tot. | Team 2   | 1e wedstr. | 2e wedstr. |
| ------ | ---- | -------- | ---------- | ---------- |
| Castro | 3–1  | Deva     | 1–1        | 2–0        |
| Noja   | 2–0  | Racing B | 1–0        | 1–0        |

#### Finale
| Team 1 | Tot. | Team 2 | 1e wedstr. | 2e wedstr. |
| ------ | ---- | ------ | ---------- | ---------- |
| Noja   | 6–5  | Castro | 2–1        | 4–4        |

### Castilla-La Mancha

#### halve finale
| Team 1    | Tot. | Team 2        | 1e wedstr. | 2e wedstr. |
| --------- | ---- | ------------- | ---------- | ---------- |
| Almansa   | 5–3  | Villarrobledo | 4–1        | 1–2        |
| Carranque | 0–4  | Tomelloso     | 0–1        | 0–3        |

#### Finale
| Team 1    | Tot.   | Team 2  | 1e wedstr. | 2e wedstr. |
| --------- | ------ | ------- | ---------- | ---------- |
| Tomelloso | 3–3(a) | Almansa | 2–2        | 1–1        |

### Catalunya

#### Finale
| Team 1 | Tot. | Team 2 | 1e wedstr. | 2e wedstr. |
| ------ | ---- | ------ | ---------- | ---------- |
| Lleida | 6–1  | Gavà   | 4–0        | 2–1        |

### Euskadi

#### Finale
| Team        | Pld | W | D | L | GF | GA | GD | Pts |
| ----------- | --- | - | - | - | -- | -- | -- | --- |
| Barakaldo   | 2   | 2 | 0 | 0 | 4  | 1  | +3 | 6   |
| Portugalete | 2   | 1 | 0 | 1 | 2  | 3  | -1 | 3   |
| Leioa       | 2   | 0 | 0 | 2 | 2  | 4  | -2 | 0   |

### Extremadura

#### eerste ronde
| Team 1           | Res. | Team 2            |
| ---------------- | ---- | ----------------- |
| Navalmoral       | 2–1  | Villanovense      |
| Fuente de Cantos | 1–3  | Jerez             |
| Coria            | 2–4  | Cacereño          |
| La Albuera       | 0–4  | Imperio de Mérida |
| Torviscal        | 4–1  | Don Benito        |

#### Tweede Ronde
| Team 1       | Res. | Team 2            |
| ------------ | ---- | ----------------- |
| Torviscal    | 0–4  | Jerez             |
| Montehermoso | 1–4  | Cacereño          |
| Navalmoral   | 0–4  | Imperio de Mérida |

#### Halve finale
| Team 1   | Res.         | Team 2            |
| -------- | ------------ | ----------------- |
| Cacereño | 3–3(6–5 pen) | Imperio de Mérida |

#### Finale
| Team 1   | Res.         | Team 2 |
| -------- | ------------ | ------ |
| Cacereño | 0–0(3–4 pen) | Jerez  |

### Galiza

#### Kwalificatieronde
| Team 1  | Tot. | Team 2        | 1e wedstr. | 2e wedstr. |
| ------- | ---- | ------------- | ---------- | ---------- |
| Ourense | 1–3  | Racing Ferrol | 1–1        | 0–2        |

#### Halve finale
| Team 1     | Tot. | Team 2        | 1e wedstr. | 2e wedstr. |
| ---------- | ---- | ------------- | ---------- | ---------- |
| Montañeros | 0–1  | Racing Ferrol | 0–0        | 0–1        |

#### Finale
| Team 1  | Tot.       | Team 2        | 1e wedstr. | 2e wedstr. |
| ------- | ---------- | ------------- | ---------- | ---------- |
| Cerceda | 2–2(5–4 p) | Racing Ferrol | 1–1        | 1–1        |

### La Rioja

#### kwalificatieronde
| Team 1    | Res. | Team 2     |
| --------- | ---- | ---------- |
| Calahorra | 1–0  | River Ebro |

#### Halve finale
| Team 1 | Res. | Team 2    |
| ------ | ---- | --------- |
| Haro   | 2–1  | Calahorra |
| Alfaro | 0–2  | Anguiano  |

#### Finale
| Team 1 | Res.         | Team 2   |
| ------ | ------------ | -------- |
| Haro   | 0–0(5–4 pen) | Anguiano |

### Madrid

#### Kwalificatietoernooi

##### Groep 1
| Team             | Pld | W | D | L | GF | GA | GD  | Pts |
| ---------------- | --- | - | - | - | -- | -- | --- | --- |
| SS Reyes         | 3   | 2 | 1 | 0 | 5  | 1  | +4  | 7   |
| Galáctico Pegaso | 3   | 2 | 0 | 1 | 6  | 3  | +3  | 6   |
| Real Madrid C    | 3   | 1 | 1 | 1 | 7  | 2  | +5  | 4   |
| Pinto            | 3   | 0 | 0 | 3 | 1  | 12 | -11 | 0   |

##### Groep 2
| Team             | Pld | W | D | L | GF | GA | GD | Pts |
| ---------------- | --- | - | - | - | -- | -- | -- | --- |
| Móstoles         | 3   | 2 | 1 | 0 | 4  | 0  | +4 | 7   |
| Rayo Vallecano B | 3   | 2 | 0 | 1 | 3  | 1  | +2 | 6   |
| Colmenar Viejo   | 3   | 0 | 2 | 1 | 0  | 2  | -2 | 2   |
| Rayo Majadahonda | 3   | 0 | 1 | 2 | 0  | 4  | -4 | 1   |

#### Finale
| Team 1   | Tot.   | Team 2   | 1e wedstr. | 2e wedstr. |
| -------- | ------ | -------- | ---------- | ---------- |
| SS Reyes | 4–4(a) | Móstoles | 2–1        | 2–3        |

### Murcia tournament

#### Kwart-finale
| Team 1        | Res.       | Team 2     |
| ------------- | ---------- | ---------- |
| Cartagena     | 1–1(6–5 p) | Mazarrón   |
| Jumilla       | 1–0        | Cieza      |
| Edeco Fortuna | 2–0        | Plus Ultra |
| Pulpileño     | 3–0        | Lumbreras  |

#### Halve finale
| Team 1        | Res. | Team 2    |
| ------------- | ---- | --------- |
| Edeco Fortuna | 1–2  | Jumilla   |
| Pulpileño     | 3–0  | Cartagena |

#### Finale
| Team 1  | Res. | Team 2    |
| ------- | ---- | --------- |
| Jumilla | 2–1  | Pulpileño |

### Navarra

#### Finale
| Team       | Pld | W | D | L | GF | GA | GD | Pts |
| ---------- | --- | - | - | - | -- | -- | -- | --- |
| Oberena    | 2   | 2 | 0 | 0 | 2  | 0  | +2 | 6   |
| Egüés      | 2   | 1 | 0 | 1 | 3  | 2  | +1 | 3   |
| Zarramonza | 2   | 0 | 0 | 2 | 1  | 4  | -3 | 0   |

### Valencia

#### Halve finale
| Team 1     | Tot. | Team 2      | 1e wedstr. | 2e wedstr. |
| ---------- | ---- | ----------- | ---------- | ---------- |
| Benidorm   | 4–2  | Crevillente | 1–1        | 3–1        |
| Torrevieja | 2–5  | Torrellano  | 1–3        | 1–2        |

#### Finale
| Team 1   | Tot.   | Team 2     | 1e wedstr. | 2e wedstr. |
| -------- | ------ | ---------- | ---------- | ---------- |
| Benidorm | 5–5(u) | Torrellano | 4–3        | 1–2        |

## Nationaal toernooi

### Kwalificatieronde
| Team 1     | Tot. | Team 2  | 1e wedstr. | 2e wedstr. |
| ---------- | ---- | ------- | ---------- | ---------- |
| Izarra     | 2–3  | Oberena | 0–0        | 2–3        |
| Compostela | 2–4  | Cerceda | 0–2        | 2–2        |
| Ejea       | 1–7  | Monzón  | 1–3        | 0–4        |

### Zestiende finales
| Team 1                 | Tot.         | Team 2                | 1e wedstr. | 2e wedstr. |
| ---------------------- | ------------ | --------------------- | ---------- | ---------- |
| San Roque              | 3–3(u)       | Jerez                 | 1–1        | 2–2        |
| Cerceda                | 2–3          | Villaralbo            | 2–1        | 0–2        |
| Almansa                | 4–4(u)       | Torrellano            | 2–1        | 2–3        |
| Haro                   | 1–6          | Club Marino de Luanco | 1–2        | 0–4        |
| Atlético Baleares      | 0–4          | Sporting Mahonés      | 0–3        | 0–1        |
| Monzón                 | 2–1          | Noja                  | 1–0        | 1–1        |
| Barakaldo              | 2–1          | Lemona                | 1–0        | 1–1        |
| Lleida                 | 2–4          | Gramenet              | 0–2        | 2–2        |
| Jumilla                | 1–3          | Roquetas              | 1–1        | 0–2        |
| Gimnástica Torrelavega | 1–2          | Logroñés              | 1–1        | 0–1        |
| Oberena                | 1–8          | Alavés                | 0–1        | 1–7        |
| Caravaca               | 2–3          | Lorca Deportiva       | 0–0        | 2–3        |
| Tenerife B             | 1–2          | SS Reyes              | 1–1        | 0–1        |
| Alcalá                 | 1–2          | Leganés               | 0–0        | 1–2        |
| Real Jaén              | 1–1(2–3 pen) | Alcalá Guadaíra       | 1–0        | 0–1        |

### Achtste finales
| Team 1                | Tot.       | Team 2           | 1e wedstr. | 2e wedstr. |
| --------------------- | ---------- | ---------------- | ---------- | ---------- |
| San Roque             | 4–3        | Roquetas         | 1–2        | 3–1        |
| Barakaldo             | 2–1        | Alavés           | 1–0        | 1–1        |
| Club Marino de Luanco | 4–3        | Logroñés         | 2–1        | 2–2        |
| Gramenet              | 2–1        | Monzón           | 1–1        | 1–0        |
| Almansa               | 3–3(5–3 p) | Sporting Mahonés | 2–1        | 1–2        |
| Villaralbo            | 4–0        | Toledo           | 2–0        | 2–0        |
| Leganés               | 1–2        | SS Reyes         | 1–1        | 0–1        |
| Alcalá Guadaíra       | 1–5        | Lorca Deportiva  | 1–1        | 0–4        |

### Kwartfinale
| Team 1                | Tot. | Team 2          | 1e wedstr. | 2e wedstr. |
| --------------------- | ---- | --------------- | ---------- | ---------- |
| Club Marino de Luanco | 3–4  | Barakaldo       | 3–2        | 0–2        |
| Villaralbo            | 2–3  | SS Reyes        | 2–1        | 0–2        |
| San Roque             | 2–0  | Almansa         | 2–0        | 0–0        |
| Gramenet              | 2–3  | Lorca Deportiva | 2–2        | 0–1        |

### Halve finale
| Team 1          | Tot.       | Team 2    | 1e wedstr. | 2e wedstr. |
| --------------- | ---------- | --------- | ---------- | ---------- |
| San Roque       | 2–2(4–2 p) | Barakaldo | 1–1        | 1–1        |
| Lorca Deportiva | 1–0        | SS Reyes  | 0–0        | 1–0        |

### Finale
| Team 1          | Tot. | Team 2    | 1e wedstr. | 2e wedstr. |
| --------------- | ---- | --------- | ---------- | ---------- |
| Lorca Deportiva | 0–3  | San Roque | 0–1        | 0–2        |